# Собиев, Инал Тотурукович
Инал Тотурукович Собиев (21 ноября 1874 года, село Христиановское, Терская область, Российская империя — 20 сентября 1961 года, Орджоникидзе, Северо-Осетинская АССР) — осетинский общественный, хозяйственный и научный деятель, революционер, учёный-осетиновед в области этнографии, фольклористики и языкознания, собиратель памятников дигорского устного народного творчества, публицист, в послереволюционное время — начальник Управления Азербайджанских железных дорог, начальник Управления Дагестанских железных дорог, директор владикавказского Вагоноремонтного завода.

## Биография
Родился в 1874 году (по другим сведениям — в 1869 году) в многодетной крестьянской семье в селе Христиановское (сегодня — город Дигора). В 1887 году окончил церковно-приходскую школу в селе Даллагкау. Затем с 1889 по 1896 года обучался во Владикавказском реальном училище, которое окончил с отличием. Будучи студентом реального училища собирал этнографический материал в Куртатинском и Дигорском ущельях. Публиковал свои очерки в местной периодической печати. В 1893 году издал свой первый очерк «Легенда о происхождении тагаурских алдар и куртатинских таубиев» в газете «Терские ведомости». Помогал академику Всеволоду Миллеру в собирании дигорских народных сказаний. За свои сочинения был принят в члены-сотрудники Этнографического отдела Императорского общества любителей естествознания, антропологии и этнографии при Московском университете (ИОЛЕАЭ).
По ходатайству Всеволода Миллера был принят в 1896 году на механическое отделение Московского высшего технического училища, которое окончил с отличием в 1901 году. За годы учёбы приобщился к революционному движению. Участвовал в студенческих забастовках 1897, 1899 и 1901 годов. Распространял революционную литературу. По окончании учёбы отбывал воинскую повинность в Терской инженерной дистанции Осетинской конного дивизиона в Пятигорске.
В октябре 1902 года прибыл в Тифлисс для назначения на гражданскую службу. С 1902 года — слесарь в сборном цехе Тифлисских главных мастерских Кавказской железной дороги, где ранее трудились Максим Горький, Михаил Калинин, Сергей Аллилуев и другие видные революционеры. В последующем — помощник машиниста, мастер деревообделочного цеха этих же мастерских, с сентября 1904 года — помощник начальника участка тяги «Самтрети — Батуми», с 1905 года — начальник этого же участка.
С 1905 года — член забастовочного бюро участка «Самтрети — Батуми». В этом же году за участие в железнодорожной забастовке и Батумском восстании был арестован 20 января 1906 года. В этом же году сослан в ссылку в город Александрополь. В конце 1906 года отправлен под надзор полиции в Тифлис, где трудился в Управлении Закавказской железной дороги. В это же время, будучи членом осетинской творческой интеллигенции, занимался организацией издания газет «Фидиуаг» и «Ирон газет» (первый номер вышел 23 июля 1906 года). Был активным участником основания Юго-Осетинского издательского общества в Тифлисе, председателем которого стал священник, настоятель тифлисского Сионского собора Христофор (Пора) Зурабович Джиоев. В 1907 году избран председателем Юго-Осетинского издательского общества, которое возглавлял до 1909 года. Организовывал различные культурные мероприятия: вечерние курсы для взрослых, основал осетинский любительских драматический кружок, который ставил спектакли по произведениям Коста Хетагурова, Елбыздыко Бритаева и Александра Кубалова. В 1907 году Юго-Осетинское издательское общество выпустило осетинский словарь «Ирон ныхас», издавало газету «Ног цард», которая выходила два раза в неделю; максимальный тираж газеты составлял 800 тысяч экземпляров. Руководил обществом до 1909 года, когда был переведён на новую работу в Батуми, где был назначен начальником линейного участка «Самтрети — Батуми», затем — начальником начальник паровозного отдела Закавказской железной дороги в Тифлисе (1916—1918).
15 — 17 декабря 1917 года участвовал на II съезде делегатов Южной Осетии, где был избран в числе 30 человек в Юго-Осетинский национальный Совет, которому было поручено среди прочего строительство перевальной дороги через Рокский перевал в Северную Осетию. Вместе с Рутеном Гаглоевым изыскал средства для строительства в Батуми и, наняв несколько остен китайцев-строителей, приступил к сооружению дороги в районе селе Хвце. Строительство дороги со стороны Грузии была прекращена после прихода к власти грузинских меньшевиков.
С 1918 года — начальник Управления Азербайджанской железной дороги (1918—1920) с 1920 гола — начальник экономического отдела и дороготдела Дигорского округа. С 1922 года занимался организацией линейного отдела железной дороги в Махачкале, в последующие годы — начальник Управления Дагестанских железных дорог, затем служил в Управлении железных дорог в Ростове-на-Дону. Был членом Осетинского историко-филологического общества. 22 января 1922 года избран кандидатом в член правления. После преобразования в 1925 году Осетинского историко-филологического общества в Осетинский НИИ краеведения работал научным сотрудником экономического отделения этого института. С 1925—1929 года — директор Владикавказского вагоноремонтного завода, с 1929 года — главный инженер на этом же заводе..
В середине 1920-х годов принимал активное участие в издании трёхтомного «Осетинско-русско-немецкого словаря» В. Миллера.
С 20 декабря 1930 года по 15 сентября 1932 года — доцент Горского педагогического института. В последующем трудился в Госплане Северо-Осетинской АССР. С 19 сентября 1938 года по 20 ноября 1939 года — консультант промышленно-транспортной группы при Совнаркоме Северо-Осетинской АССР. С 14 февраля по 7 апреля 1940 года — главный инженер Управления МТР Соаета народных комиссаров Северо-Осетинской АССР. С 7 апреля 1940 года по 21 августа 1941 года — главный научный сотрудник и заместитель директора по научной части Северо-Осетинского музея краеведения. В августе 1942 года арестован и в последующем осуждён по статье 58 п. 1 УК РСФСР за «контрреволюционную деятельность» на восемь лет лишения свободы. Находился около полугода в Бакинской тюрьме. Был признан Верховным судом РСФСР невиновным и освобождён из заключения.
Проживал в квартире № 18 в доме 57 по улице Кирова во Владикавказе. Умер в сентябре 1961 года. Похоронен на Осетинском кладбище на улице Павленко во Владикавказе.
Сочинения
- Дигорские сказания: по записям дигорцев И. Т. Собиева, К. С. Гарданова и С. А. Туккаева, с пер. и примеч. Всев. Миллера. — Москва : Тип. В. Гатцук, 1902. — VIII, 148 с.; 25 см. — (Труды по востоковедению, изд. институтом восточных языков; вып. 11).
- Легенда о происхождении тагаурских алдар и куртатинских таубиев, очерк, Терские ведомости, № 37, 1893
- Наряжение покойников у осетин, очерк, Терские ведомости, № 2, 1894
- Селение Христианское (габар и саразе), очерк, Терские ведомости, № 74, 1894
- Сказка о Дареджанах и Турамах, Терские ведомости, № 45, 46, 1895
- В Дигорском ущелье, очерк, Терские ведомости, 1901